# دوري الدرجة الأولى السعودي 1999–2000
 إحصائيات دوري الدرجة الأولى السعودي 1999-2000، هذا هو الدوري نسخة رقم 24 في تاريخ دوري الدرجة الأولى السعودي، تأهل نادي الأنصار ونادي القادسية إلى دوري المحترفين السعودي بعد حصولهما 34 نُقطة 33 نقطة على الترتيب، تنافس نادي التعاون ونادي نجران على البقاء بعد حصولهما على 19 نُقطة، فيما حصل نادي أحد على 15 نقطة وهبط إلى دوري الدرجة الثانية السعودي.

## الفرق المشاركة
| النادي   | الموقع          | الملعب                         |
| -------- | --------------- | ------------------------------ |
| الأنصار  | المدينة المنورة | ملعب الأمير محمد بن عبد العزيز |
| القادسية | الخبر           | ملعب الأمير سعود بن جلوي       |
| هجر      | الهفوف          | ملعب الأمير سعود بن جلوي       |
| الفتح    | الاحساء         | ملعب الأمير سعود بن جلوي       |
| العروبة  | سكاكا           | ملعب نادي العروبة              |
| الشعلة   | السيح           | ملعب نادي الشعلة               |
| الخليج   | سيهات           | ملعب الأمير نايف بن عبد العزيز |
| التعاون  | بريدة           | ملعب الملك عبد الله            |
| نجران    | نجران           | ملعب نادي الأخدود              |
| أحد      | المدينة المنورة | ملعب الأمير محمد بن عبد العزيز |

## إحصائيات الدوري[1]
| المركز | النادي   | المباريات | المباريات | المباريات | المباريات | الأهداف | الأهداف | الأهداف | النقاط | التأهل أو الهبوط                       |
| المركز | النادي   | لعب       | فاز       | تعادل     | خسر       | له      | عليه    | فرق +/- | النقاط | التأهل أو الهبوط                       |
| ------ | -------- | --------- | --------- | --------- | --------- | ------- | ------- | ------- | ------ | -------------------------------------- |
| 1      | الأنصار  | 18        | 9         | 7         | 2         | 29      | 17      | +12     | 34     | الصعود إلى دوري المحترفين السعودي      |
| 2      | القادسية | 18        | 8         | 9         | 1         | 23      | 10      | +13     | 33     | الصعود إلى دوري المحترفين السعودي      |
| 3      | هجر      | 18        | 9         | 5         | 4         | 18      | 13      | +5      | 32     |                                        |
| 4      | الفتح    | 18        | 6         | 6         | 6         | 22      | 25      | -3      | 24     |                                        |
| 5      | العروبة  | 18        | 6         | 4         | 8         | 19      | 20      | -1      | 22     |                                        |
| 6      | الشعلة   | 18        | 6         | 4         | 8         | 18      | 20      | -2      | 22     |                                        |
| 7      | الخليج   | 18        | 5         | 5         | 8         | 16      | 22      | -6      | 20     |                                        |
| 8      | التعاون  | 18        | 4         | 7         | 7         | 20      | 24      | -4      | 19     | تصفيات البقاء في الدوري                |
| 9      | نجران    | 18        | 4         | 7         | 7         | 22      | 27      | -5      | 19     | تصفيات البقاء في الدوري                |
| 10     | أحد      | 18        | 3         | 6         | 9         | 16      | 25      | -9      | 15     | الهبوط إلى دوري الدرجة الثانية السعودي |

## تصفيات البقاء في دوري الدرجة الأولى
تواجه نادي التعاون مع نادي نجران في تصفيات البقاء في دوري الدرجة الأولى السعودي في مباراة ثنائية. فاز نادي التعاون في التصفيات وبذلك تخلص من مشكلة الهبوط إلى دوري الدرجة الثانية السعودي. وذلك بعد تعادله مع نادي نجران في مجموع المبارتين الأولى والثانية 4-4 ثم تغلبه عليه في ركلات الترجيح 6-5.

### المباراة الأولى
| نجران                                        | 3–1   | التعاون       |
| -------------------------------------------- | ----- | ------------- |
| كوسيفي 55' · محمد حرشان 75' · محمد حرشان 88' | تقرير | 20' سامبا جون |

### المباراة الثانية
| التعاون                                                                                             | 3–1   | نجران                                                                  |
| --------------------------------------------------------------------------------------------------- | ----- | ---------------------------------------------------------------------- |
| سامبا جون 2' · سعيد الاحمري 48' · موسى سحاب الرشيدي 55'                                             | تقرير | ؟'كوسيفي                                                               |
| ركلات الترجيح                                                                                       |       |                                                                        |
| موسى سحاب الرشيدي · حماد الحماد · عبد الله الدخيل · أحمد الحميد · فؤاد الشعلان · عبد العزيز المنصور | 6–5   | كوسيفي · ناصر باريما · محمد حرشان · ظافر سعد · سالم الميني · أحمد سالم |

فاز التعاون 6-5 بركلات الترجيح.

## طالع أيضًا
- دوري المحترفين السعودي 1999–2000
- دوري الدرجة الثانية السعودي 1999–2000
- دوري الدرجة الثالثة السعودي 1999–2000

## وصلات خارجية
- الاتحاد العربي السعودي لكرة القدم
- إحصائيات الدوري السعودي
- goalzz